# Seznam polních maršálů Svaté říše římské

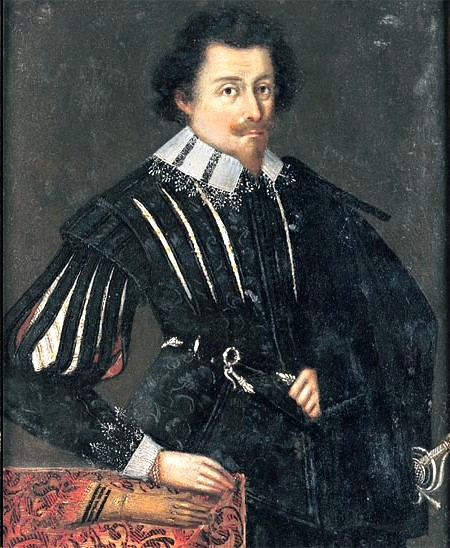
Císařský generalissimus Albrecht z Valdštejna, kolem roku 1620

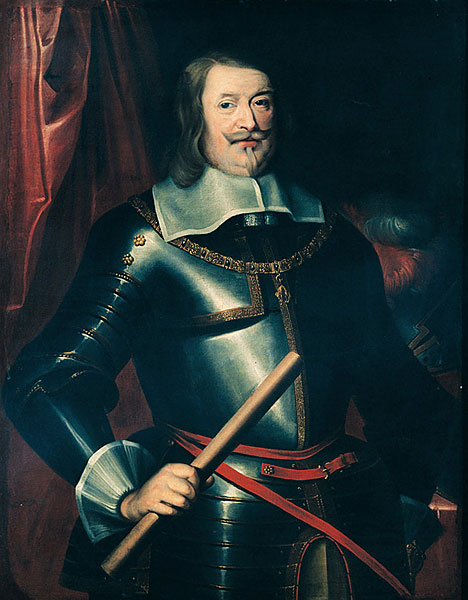
Vaclav Eusebius Popel II. kníže z Lobkovic (1609-1677)

Toto je seznam polních maršálů Svaté říše římské, kterým císař Svaté říše římské udělil v letech 1512–1806 hodnost polního maršála (německy Feldmarschall).

## 16. století
- 1542 – Jan Hilchen z Lorchu (1484–1548)
- 1557 – Adam von Trott († 1564)

## 17. století
- 1618 – Jan Tserclaes, hrabě z Tilly (1559–1632)
- 1618 – Karel Bonaventura de Longueval, hrabě z Bucquoy (1571–1621)
- 1622 – markýz Jeroným Caraffa de Montenegro († 1630)
- 1625 – Ramboldo, hrabě z Collalto (1575–1630)
- 1625 – Gotfrýd Jindřich hrabě z Pappenheimu (1594–1632)
- 1625 – Albrecht Eusebius z Valdštejna (1583–1634) – císařský Generalissimus, General Wallenstein
- 1626 – Baltasar von Marradas (1560–1638)
- 1627 – Hans Jiří z Arnim-Boitzenburgu (1583–1641)
- 1627 – Jindřich, hrabě Šlik (Schlik zu Bassano und Weißkirchen) († 1650)
- 1629 – Jan Jakub, hrabě z Bronckhorst a Anholtu († 1630)
- 1629 – Torquato Conti markýz di Guadagnolo († 1636)
- 1631 – Rudolf von Tiefenbach (Teuffenbach zu Mayerhofen) (1582–1653)
- 1632 – Jan z Aldringenu (1588–1634)
- 1632 – Matyáš Gallas (1584–1647)
- 1632 – Jindřich von Holk (1599–1633)
- 1632 – Hans Kazimír ze Schaumburgu (Schaumbergu) (1649)
- 1633 – Kristián von Ilow (1585–1634) (nebo Illo)
- 1633 – Filip hrabě z Mansfeldu (1657)
- 1634 – arcivévoda Ferdinand Rakouský (1608–1657) – vrchní velitel po smrti Valdštejna, od roku 1637 císař Svaté říše římské
- 1634 – Rudolf Jeroným Eusebius z Colloreda-Waldsee († 1657)
- 1634 – Ottavio Piccolomini (1599–1656)
- 1634 – Melchior, hrabě Hatzfeld z Gleichenu (1593–1658)
- 1636 – Karel Lotrinský, vévoda z Elbeufu (1596–1657)
- 1637 – Matyáš Medicejský, vévoda Toskánský († 1667)
- 1638 – Maxmilián, kníže z Lichtenštejna (1578–1643)
- 1638 – Bedřich, vévoda ze Savelli († 1649)
- 1639 – arcivévoda Leopold Vilém Rakouský (1614–1662)
- 1639 – František markýz Carretto de Grana († 1652)
- 1639 – Gotfrýd, hrabě Huyn, svob. pán von Geleen Amstenraedt und Wachtendonck († 1657)
- 1641 – František Albrecht, vévoda Sasko-Lauenburský († 1642)
- 1642 – Peter, hrabě Holzapfel (Melander) (1589–1648)
- 1644 – Jan von Götzen (1599–1645)
- 1647 – Václav, kníže z Lobkovic, vévoda Zaháňský († 1677)
- 1647 – Jan von Werth (1591–1652)
- 1648 – Jakub, markýz Monterosa († 1648)
- 1648 – Jan Kryštof III. z Puchheimu (1605?–1657)
- 1648 – Jan, baron von Reischenberg († 1657)
- 1649 - Guillaume de Lamboy (1590–1659)
- 1649 – Alexandr markýz del Borro († 1656)
- 1650 – Walter, hrabě Leslie (1607–1667)
- 1654 – Adrian von Enkevort (1603–1663)
- 1655 – Adam, hrabě Forgach de Ghymes († 1681)
- 1658 – Raimondo Montecuccoli 1609–1680
- 1659 – Bedřich, markrabě Bádensko-Durlašský (1617–1677)
- 1660 – Don Hanibal, kníže Gonzaga (1602–1668) – městský velitel Vídně
- 1664 – Leopold Vilém, markrabě Bádenský (1626–1671)
- 1664 – Filip Florinus, falckrabě Rýnský (1630–1703)
- 1664 – Jean-Louis Raduit de Souches († 1683)
- 1664 – Otto Kryštof von Sparr († 1668)
- 1670 – Jan von Sporck (1595–1679)
- 1672 – Alexandr de Bournonville († 1690), vstoupil do španělských služeb v roce 1676
- 1675 – Karel V., vévoda Lotrinský (1634–1690), odrazil obléhání Vídně v roce 1683
- 1676 – Jan Adolf, vévoda Holštýnský († 1704)
- 1682 – Arnošt Rüdiger ze Starhembergu (1638–1701), obránce Vídně 1683
- 1682 – kníže Jiří Bedřich z Waldecku (1620–1692)
- 1683 – Heřman, markrabě Bádenský († 1691)
- 1683 – Zdeněk Kašpar Kaplíř ze Sulevic (1611–1686), organizátor logistiky obrany Vídně v roce 1683
- 1683 – hrabě Eneáš Sylvius de Caprara (1631–1701)
- 1683 – Otto Jindřich del Caretto, markýz Savonský (1629–1685)
- 1683 – Jan Jindřich z Dünewaldu (1617–1691)
- 1683 – Jakub, hrabě Leslie († 1692)
- 1683 – Julius František vévoda Sasko-Lauenburský (1641–1689)
- 1686 – Ludvík Vilém, markrabě Bádenský (1655–1707) – der Türkenlouis
- 1687 – Rudolf hrabě Rabatta zu Dornberg († 1686)
- 1687 – Karel Teodor Otto kníže ze Salmu († 1710)
- 1688 – Antonio hrabě Caraffa († 1693)
- 1688 – Karel Evžen de Croÿ (1651–1702)
- 1689 – Jindřich František z Mansfeldu, kníže z Fondi (1641–1715)
- 1689 – Jan Karel hrabě Seréniy († 1690)
- 1689 – Maxmilián Lorenz ze Starhembergu (1640–1689)
- 1689 – Kristián Ludvík, hrabě z Waldecku († 1706)
- 1690 – Walrad, kníže Nasavský († 1702)
- 1691 – Kristián Arnošt, markrabě Braniborský (1644–1712)
- 1693 – kníže Evžen Savojský (1663–1736), Prinz Eugen
- 1694 – Vilém Antonín hrabě Daun (1621–1706)
- 1694 – Jan Karel hrabě Pálffy z Erdődu († 1694)
- 1694 – Ferdinand svob. pán von Stadl († 1696)
- 1694 – František vikomt Taafe hrabě z Karelingfordu († 1704)
- 1694 – Bedřich Ambros hrabě Veterani (1650–1695)
- 1694 – Bedřich Karel, vévoda Württemberský (1652–1698)
- 1696 – Heřman Otto II. Limburský Stirum (1646–1704)
- 1696 – Karel Lotrinský, kníže z Commercy (1661–1702)
- 1696 – Leopold Filip říšský kníže z Montecuccoli (1663–1698)
- 1696 – Hans Karel svob. pán von Thüngen (1648–1709)
- 1697 František Zikmund z Thun-Hohensteinu (1639–1702)
- 1699 – Filip Hesensko-Darmstadtský († 1734)

## 18. století
- 1701 – Ferdinand markýz Degli Obizzi († 1710)
- 1701 – Don Cesare Angelo markýz Del Vasto a Pescara, kníže z Francavilla († 1701)
- 1704 – Ludvík Jan hrabě Bussy-Rabutin (1642–1717)
- 1704 – Sigbert von Heister (1646–1718)
- 1704 – Guidobald hrabě ze Starhembergu (1657–1737)
- 1704 – Karel Tomáš Lotrinský (1670–1704)
- 1704 – Jan Arnošt Nasavsko-Weilburský (1664–1719)
- 1704 – Jan František hrabě Gronsfeld zu Bronkhorst und Eberstein († 1719)
- 1704 – Ludvík hrabě Herbeville († 1709)
- 1704 – Henri de Massue, markýz de Ruvigny, hrabě z Galway (1648–1720) – Francouz v britských službách, spojenec Španělů
- 1704 – Zikmund Jáchym hrabě z Trauttmansdorffu (1636–1706)
- 1705 – Don Juan Tomaso Enriquez Cabrera vévoda z Riosecco (1652–1705), stoupenec Habsburků ve válce o španělské dědictví
- 1705 – Bedřich Greaf Castell († 1718)
- 1706 – Jacques-Louis Comte de Noyelles († 1708), Francouz ve službách nizozemských Habsburků
- 1707 – Leo hrabě Uhlefeld (nebo Ulfeldt) (1651–1716)
- 1707 – Leopold hrabě Šlik z Holíče a Pasounu (1663–1723)
- 1707 – Mikuláš VI. hrabě Pálffy z Erdődu (1667–1732)
- 1707 – Maxmilián Vilém Brunšvicko-Lüneburský (1666–1726), syn vévody Arnošt August
- 1707 – Bedřich Vilém, kníže z Hohenzollern-Hechingenu (1663–1735)
- 1707 – Maxmilián Ludvík hrabě Breuner († 1716)
- 1707 – Leopold hrabě Herberstein († 1728)
- 1707 – Eberhard Ludvík, vévoda Württemberský (1676–1733) – bojoval v bitvě u Höchstädtu
- 1707 – Leopold Wirich hrabě z Daunu (1669–1741)
- 1708 – Jan Martin svob. pán Gschwindt von Pöckstein († 1721)
- 1708 – Jan Josef hrabě Huyn († 1719)
- 1708 – Filip Hesensko-Darmstadtský (1736)
- 1709 – Jan Bernard hrabě Pálffy z Erdődu (1664–1751), důvěrník císařovny Marie Terezie (Vater Pálffy)
- 1713 – Jiří Vilém, markrabě Braniborský (1678–1726)
- 1713 – Albrecht Arnošt kníže z Öttingenu (1669–1731)
- 1715 – Francisco Colmenero Conde de Vaderios († 1715)
- 1715 – Karel III Vilém, markrabě of Baden-Durlach (1679–1738)
- 1716 – Tobias svob. pán z Hasslingenu († 1716)
- 1716 – Scipione Bagni († 1721)
- 1716 – Annibale Visconti († 1750)
- 1717 – Jan Filip de Mérode-Westerloo (1674–1732)
- 1717 – Eberhard z Neippergu († 1717)
- 1717 – František Sebastian hrabě z Thürheimu († 1726)
- 1717 – Karel Alexandr, vévoda Württemberský (1684–1737)
- 1717 – Alexandr Otto hrabě Vehlen († 1727)
- 1717 – Stefan hrabě Stainville († 1720)
- 1717 – Karel Arnošt z Rappachu († 1719)
- 1717 – Don Luis de Borza Marques de Tarrazena († 1717)
- 1720 – Don Fernando Pignatelli Duca de Hijar († 1720)
- 1723 – Ferdinand Albrecht II., vévoda brunšvicko-lüneburský (1680–1735)
- 1723 – Jan Jindřich Bürkli (1647–1730), svob. pán z Hohenburgu ve Švýcarech
- 1723 – Adam hrabě Kollonits († 1726)
- 1723 – Ladislav svob. pán z Ebergényi († 1724)
- 1723 – Jan hrabě Caraffa († 1743)
- 1723 – Maxmilián Adam hrabě ze Starhembergu (1669–1741)
- 1723 – Herkules hrabě z Montecuccoli († 1729)
- 1723 – hrabě Claude Florimond de Mercy (1666–1734)
- 1723 – Heřman Bedřich hrabě z Hohenzollernu (1665–1733)
- 1723 – Antonio Conte Sormani († 1723)
- 1723 – Josef Lothar Dominik z Königsegg-Rothenfelsu (1673–1751)
- 1723 – Hubert Dominik Du Saix d'Arnant († 1728)
- 1723 – Damián Filip baron Sickingen (1665–1730)
- 1723 – Jan Jeroným svob. pán von und zum Jungen († 1732)
- 1723 – Jan Filip Josef hrabě Harrachu-Rohrau (1678–1764)
- 1723 – Don Antonio Conde Puebla de Portugalo († 1723)
- 1723 – Jindřich Vilém hrabě Wilczek (1665–1739)
- 1723 – Don José Antonio Marqués de Ruby y Boxados († 1723)
- 1724 – Don Giuseppe Boneo Conte della Caromina († 1724)
- 1726 – Fabian hrabě Wrangel (1651–1737)
- 1729 – Karel Rudolf, vévoda Württembersko-Neuenstadtský (1667–1742)
- 1734 – Dom Emanuel Portugalský († 1766)
- 1736 – Theodor kníže Lubomirski († 1745)
- 1737 – Leopold Filip z Arenbergu (1690–1754)
- 1737 – Bedřich hrabě von Seckendorf (1673–1763)
- 1737 – Jiří Oliver hrabě z Wallisu (1673–1744)
- 1737 – Ferdinand Maria Inocenc Bavorský (1699–1738), syn Maxmiliána II. Emanuela Bavorského
- 1737 – Viktor hrabě Filipi (1739)
- 1737 – Ludvík Ondřej z Khevenhülleru (1683–1744)
- 1737 – Jan Kristián svob. pán Seherr von Thoss († 1743)
- 1737 – František Štěpán, vévoda Lotrinský (1708–1765), od roku 1745 manžel císařovny Marie Terezie
- 1740 – kníže Karel Alexandr Lotrinský (1712–1780)
- 1741 – Gundakar z Althannu (1665–1747)
- 1741 – Jindřich Josef hrabě z Daunu (1678-1761)
- 1741 – Kaspar hrabě Cordova († 1765)
- 1741 – Jan Heřman hrabě Nesselrode († 1751)
- 1741 – Maxmilián Hesensko-Kasselský (1689–1753), syn Karla I. Hesenského
- 1741 – Bedřich Ludvík, kníže z Hohenzollern-Hechingenu (1688–1750)
- 1741 – Jan Jakub de Vasquez y de la Puente, Conde de Vasquez de Pinos (1681–1754)
- 1741 – Otto Ferdinand hrabě von Abensberg und Traun (1677–1748)
- 1741 – Vilém Reinhard z Neippergu (1684–1774)
- 1741 – Jiří Kristián, kníže z Lobkovic (1686–1753) – císařský velitel v Itálii, guvernér Sicílie
- 1741 – kníže Josef Sasko-Hildburghausenský (1702–1787)
- 1741 – Josef hrabě Esterházy z Galanty († 1748)
- 1741 – Jiří Emmerich hrabě Csáky de Keresztszegh († 1741)
- 1741 – Alexandr hrabě Károlyi de Nagy-Károly († 1743)
- 1744 – Francesco Cavaliere Marulli († 1751)
- 1745 – Josef Václav, kníže z Lichtenštejna (1696–1772), reorganizoval dělostřelectvo
- 1745 – Karel Josef kníže z Batthyány (1697–1772)
- 1745 – Francisco Marqués de Los Rios († 1775)
- 1745 – Heřman Karel hrabě Ogilvy (1679–1751)
- 1745 – František Rudolf hrabě z Hohenemsu (1686–1756)
- 1745 – Arnošt Hartmann svob. pán von Diemar († 1754)
- 1746 – Karel August, kníže z Waldeck and Pyrmont (1704–1763)
- 1750 – vévoda Ludvík Arnošt Brunšvicko-Lüneburský (1718–1788)
- 1751 – František hrabě Esterházy z Galanty († 1758)
- 1751 – Klaudius kníže de Ligne (1685–1766)
- 1754 – Jiljí markýz de Roma († 1761)
- 1754 – Ferdinand vévoda de Ligne († 1766)
- 1754 – František Václav, hrabě z Wallisu (1696-1774)
- 1754 – Antonín Otto markýz Botta d'Adorno (1688–1774)
- 1754 – Wolfgang Zikmund svob. pán von Damnitz († 1755)
- 1754 – Karel Urban hrabě Chanclos († 1761)
- 1754 – Jan August vévoda Sasko-Gothajský (1704–1767)
- 1754 – Pavel Karel hrabě Pálffy z Erdődu († 1774)
- 1754 – Filip Ludvík svob. pán von Moltke († 1780)
- 1754 – Leopold Josef hrabě z Daunu (1705–1766)
- 1754 – Mikuláš Leopold rýnský hrabě ze Salm-Salmu (1770)
- 1754 – František Ludvík hrabě Sallaburg († 1758)
- 1754 – Maxmilián Ulysses říšský hrabě von Browne (1705–1757)
- 1754 – Zikmund Bedřich hrabě Gaisruck († 1769)
- 1754 – Ferdinand Karel, hrabě d'Aspremont-Lynden (1689–1772)
- 1754 – Giovanni Luca Conte di Pallavicini († 1773)
- 1754 – Ascanio markýz Guadagni († 1759)
- 1754 – Vilém falckrabě zu Birkenfeld († 1760)
- 1755 – František III. d'Este, vévoda z Modeny (1698–1780)
- 1758 – falckrabě Bedřich Michael Zweibrückenský (1724–1767)
- 1758 – Kristián Mořic hrabě Königsegg und Rothenfels († 1778)
- 1758 – Kajetán hrabě Krakovský z Kolovrat (1689–1769)
- 1758 – Karel Gustav hrabě Kheul († 1758)
- 1758  – Soloman Sprecher von Bernegg (1696–1758)
- 1758 – František Leopold z Nádasdy (1708–1783)
- 1758 – Arnošt hrabě Marschall auf Burgholzhausen († 1771)
- 1758 – Jan Baptista hrabě Serbelloni († 1778)
- 1758 – Pavel II. Antonín kníže Esterházy z Galanty (1711–1762)
- 1760 – Antonín Ignác, hrabě Mercy d’Argenteau († 1767)
- 1760 – Leopold, hrabě Pálffy-Daun von Erdöd (1716–1773)
- 1760 – Antonín, hrabě z Colloredo-Waldsee (1785)
- 1765 – kníže Albrecht Kazimír Saský, vévoda Tešínský (1738–1822), zeť Marie Terezie
- 1766 – Karel Raimund vévoda Arenberský († 1778)
- 1766 – František Mořic von Lacy (1725–1801)
- 1766 – arcivévoda Leopold II. Rakouský (1747–1792), velkovévoda toskánský, od roku 1790 císař Svaté říše římské, český král
- 1766 – Herkules III. z Este, vévoda Modenský (1727–1803)
- 1768 – August Jiří, markrabě Bádenský (1706–1771)
- 1769 – Kryštof, vévoda Bádenský († 1768)
- 1770 – Mikuláš I. Josef Esterházy z Galanty (1714–1790)
- 1772 – arcivévoda Ferdinand Karel Rakouský-Este (1754–1806)
- 1774 – Ondřej Hadik von Futak (1710–1790), 16. října 1757 dobyl Berlín
- 1778 – Bedřich Jiří Jindřich, hrabě von Wied-Runkel (1712–1779)
- 1778 – Arnošt Gideon von Laudon (1717–1790), Generál Laudon
- 1778 – František Oldřich, kníže Kinský z Vchynic a Tetova († 1792)
- 1778 – František Ludvík, hrabě z Thürheimu († 1782)
- 1785 – Josef Maria Karel, kníže z Lobkovic (1724–1802)
- 1788 – Karel, hrabě Pellegrini († 1795)
- 1788 – Karel Josef, kníže z Lichtenštejna († 1789)
- 1789 – Bedřich Josiáš, kníže Sasko-Koburský (1737–1815)
- 1789 – Michael Jan Ignác hrabě z Wallisu (1731–1798)
- 1789 – Josef Maria hrabě Colloredo-Waldsee (1735–1818)
- 1790 – Jakub markýz Botta d’Adorno († 1803)
- 1790 – Blasius Columban, baron von Bender (1713–1798)
- 1790 – Bedřich August, vévoda Nasavsko-Usingenský († 1816)
- 1791 – kníže Alexandr Vasiljevič Suvorov (1729–1800)
- 1792 – arcivévoda Ferdinand Rakouský, velkovévoda toskánský (1769–1824)
- 1794 – Olivier Remigius, hrabě z Wallisu (1742–1799)
- 1795 – František Šebestián Karel Josef de Croix, comte de Clerfayt
- 1795 – Dagobert Sigmund von Wurmser (1724–1797)
- 1796 – Bedřich Mořic z Nostic-Rienecku (1728–1796)
- 1796 – Josef, hrabě Kinský z Vchynic a Tetova (1731–1804)
- 1796 – Karel Alois z Fürstenbergu (1760–1799)

## 19. století
- 1801 – arcivévoda Karel Ludvík Rakouský (1771–1847)